# Attagenus obtusus
Attagenus obtusus là một loài bọ cánh cứng trong họ Dermestidae. Loài này được Gyllenhal in Schönherr miêu tả khoa học năm 1808.